# Третя проблема Гільберта
Тре́тя пробле́ма Гі́льберта — третя з проблем, які Давид Гільберт описав у його знаменитій доповіді на II Міжнародному Конгресі математиків у Парижі 1900 року. Ця проблема присвячена питанням рівноскладненості многогранників: можливості розрізання двох многогранників рівного об'єму на скінченне число частин таким чином, щоб обидва набори частин були однаковими. 

Інакше кажучи, чи завжди можливо розрізати многогранник на частини так, щоб із цих частин скласти многогранник (того ж об'єму) іншої заданої форми.
Постановка питання пов'язана з тим, що, з одного боку, на площині будь-які два многокутники рівної площі рівноскладені (теорема Бояї — Гервіна). З іншого боку, способи виведення формули для об'єму тетраедра (1/3 добутку висоти на площу основи) так чи інакше були пов'язані з граничними переходами, і, таким чином, з аксіомою Архімеда. Хоча буквально в формулюванні  Гільберта йшлося про рівноскладеність тетраедрів (а, точніше, про доведення неможливості такого розбиття в загальному випадку), воно природно розширюється до питання про рівноскладеність довільних многогранників однакового об'єму (а, точніше, про необхідні й достатні для цього умови).
Проблема виявилася найпростішою з проблем Гільберта: уже через рік Макс Ден (учень Гільберта) навів приклад нерівноскладених тетраедрів однакового об'єму. Він побудував величину — інваріант Дена — яка набуває значень у деякій абстрактній групі й значення якої на рівноскладених многогранниках однакові. А далі навів приклад тетраедрів рівного об'єму, для яких значення інваріанту Дена відрізняються.
1965 року Сайдлер показав, що збіг об'єму й інваріанту Дена є не тільки необхідними, а й достатніми умовами рівноскладеності многогранників. 
Таким чином він повністю вирішив і розширену проблему.

## Формулювання проблеми
Третя проблема Гільберта формулюється так:
|                                                           | Гаус у двох своїх листах до Герлінга висловлює жаль з приводу того, що деякі відомі положення стереометрії залежать від методу вичерпування, тобто, кажучи сучасною мовою, від аксіоми неперервності (або від аксіоми Архімеда). Гаус спеціально відзначає теорему Евкліда, за якою об'єми трикутних пірамід, що мають рівні висоти, відносяться як площі їх основ. Аналогічну задачу планіметрії нині повністю розв'язано. Герлінгу вдалося також довести рівність об'ємів симетричних многогранників за допомогою розбиття їх на конгруентні частини. Проте, на мою думку, в загальному випадку доведення згаданої теореми Евкліда цим способом провести неможливо і це, мабуть, можна підтвердити строгим доведеням неможливості. Таке доведення можна було б отримати, якби вдалося вказати такі два тетраедри з рівними основами та рівними висотами, які жодним способом не можна розкласти на конгруентні тетраедри та які також не можна доповнити конгруентними тетраедрами до таких многогранників, для яких розклад на конгруентні тетраедри можливий. Оригінальний текст (рос.) Гаусс в двух своих письмах к Герлингу выражает сожаление по поводу того, что некоторые известные положения стереометрии зависят от метода исчерпывания, то есть, говоря современным языком, от аксиомы непрерывности (или от аксиомы Архимеда). Гаусс специально отмечает теорему Евклида, согласно которой объёмы треугольных пирамид, имеющих равные высоты, относятся как площади их оснований. Аналогичная задача планиметрии ныне полностью решена. Герлингу удалось также доказать равенство объёмов симметричных многогранников при помощи разбиения их на конгруэнтные части. Тем не менее, как мне кажется, в общем случае доказательство упомянутой теоремы Евклида этим способом провести невозможно и это, по-видимому, может быть подтверждено строгим доказательством невозможности. Такое доказательство можно было бы получить, если бы удалось указать такие два тетраэдра с равными основаниями и равными высотами, которые никаким способом не могут быть разложены на конгруэнтные тетраэдры и которые также не могут быть дополнены конгруэнтными тетраэдрами до таких многогранников, для которых разложение на конгруэнтные тетраэдры возможно. |
| — Давид Гільберт (цитується за книгою В. Г. Болтянського) | |

## Інваріант Дена
Інваріант Дена набуває значень в абстрактній групі (точніше — у векторному просторі над {\displaystyle \mathbb {Q} })
{\displaystyle V=\mathbb {R} \otimes _{\mathbb {Q} }\mathbb {R} /\langle \{l\otimes \pi \mid l\in \mathbb {R} \}\rangle .}
А саме, для многогранника P з довжинами ребер {\displaystyle l_{1},\dots ,l_{n}} та відповідними їм двогранними кутами {\displaystyle \alpha _{1},\dots ,\alpha _{n}} інваріант Дена D(P) вважається рівним
{\displaystyle D(P):=\sum _{i}l_{i}\otimes \alpha _{i}\in V}
При розрізанні многогранника на частини значення суми «довжина ребра {\displaystyle \otimes } прилеглий кут» може змінюватися тільки при виникненні/зникненні нових ребер, що утворюються всередині або на межі. Але в таких ребер сума прилеглих до них двогранних кутів дорівнює {\displaystyle 2\pi } або {\displaystyle \pi } відповідно, тому як елемент фактору V інваріант Дена не змінюється.

### Приклад
Прикладом застосування інваріанту Дена є нерівноскладеність куба й правильного тетраедра такого ж об'єму: для куба з ребром l інваріант Дена дорівнює {\displaystyle 12l\otimes {\frac {\pi }{2}}=6l\otimes \pi =0}, а для правильного тетраедра з ребром a —
{\displaystyle 6a\otimes 2\arctan {\frac {1}{\sqrt {2}}}\neq 0,}
оскільки {\displaystyle \arctan {\frac {1}{\sqrt {2}}}\notin \mathbb {Q} \pi .}